# Korrhagos
Korrhagos (altgriechisch Κόρραγος Kórrhagos; † 331 v. Chr. oder danach) war ein makedonischer Feldherr im 4. vorchristlichen Jahrhundert.
Als im Jahr 331 v. Chr. in Europa das Gerücht vom Tod Alexanders des Großen umging, der sich gerade auf dem Asienfeldzug befand, ergriffen die Spartaner unter dem König Agis III. die Gunst, um ihre Hegemonie auf dem Peloponnes wiederherzustellen. Weil sich der Stellvertreter Alexanders in Makedonien und im korinthischen Bund, Antipatros, gerade mit einer Revolte des Statthalters von Thrakien, Memnon, auseinandersetzen musste, nahm zuerst Korrhagos den Kampf mit den Spartanern auf. Vermutlich amtierte er als Kommandant der in Korinth stationierten makedonischen Garnison, oder er führte ein makedonisches Vorauskommando an. In einer Schlacht bei einem in den Überlieferungen nicht näher benannten Ort wurde Korrhagos im Sommer 331 v. Chr. jedoch geschlagen, ob er dabei getötet wurde, ist unklar.
In der Schlacht von Megalopolis konnte Antipatros nur wenige Monate später die Spartaner entscheidend schlagen und Agis III. töten.
Ob Korrhagos der Vater der Stratonike war, der Ehefrau des Diadochenherrschers Antigonos I. Monophthalmos, ist quellenmäßig nicht mit Bestimmtheit zu belegen. Ebenso verhält es sich mit einer Identifizierung mit einem Krieger gleichen Namens, der in Indien 325 v. Chr. den Olympiasieger Dioxippos zum Zweikampf herausforderte.